# Ferrari 365 California
La Ferrari 365 California è un'autovettura sportiva a due posti costruita dalla casa automobilistica italiana Ferrari dal 1966 al 1967 in 14 esemplari, di cui due con guida a destra.

## Il contesto
Fu il primo modello della serie 365, e sostituì la 500 Superfast nel 1966, quando fu presentata al Salone dell'automobile di Ginevra insieme alla 330 GTC.
L'obiettivo perseguito dalla Ferrari riguardo al lancio di questo modello fu quello di produrre una vettura esclusiva destinata ad una clientela molto selezionata.
La “365 California” seguiva di poco la commercializzazione della 500 Superfast, che fu concepita con la stessa finalità; altri modelli che vennero prodotti nello stesso periodo con lo stesso intento furono la 410 Superamerica e la 400 Superamerica.
Il termine “California” nella denominazione del modello derivava da un'altra vettura Ferrari, la 250 GT California, alcuni esemplari della quale parteciparono alla 24 Ore di Le Mans ed alla 12 Ore di Sebring. In seguito è stata prodotta, dalla Casa di Maranello, la California, che ha ripreso alcuni tratti stilistici della 250 GT California. La sigla “365” nel nome del modello richiamava invece la cilindrata unitaria del motore, cioè quella relativa ad un solo cilindro, che era di circa 365 cm³.

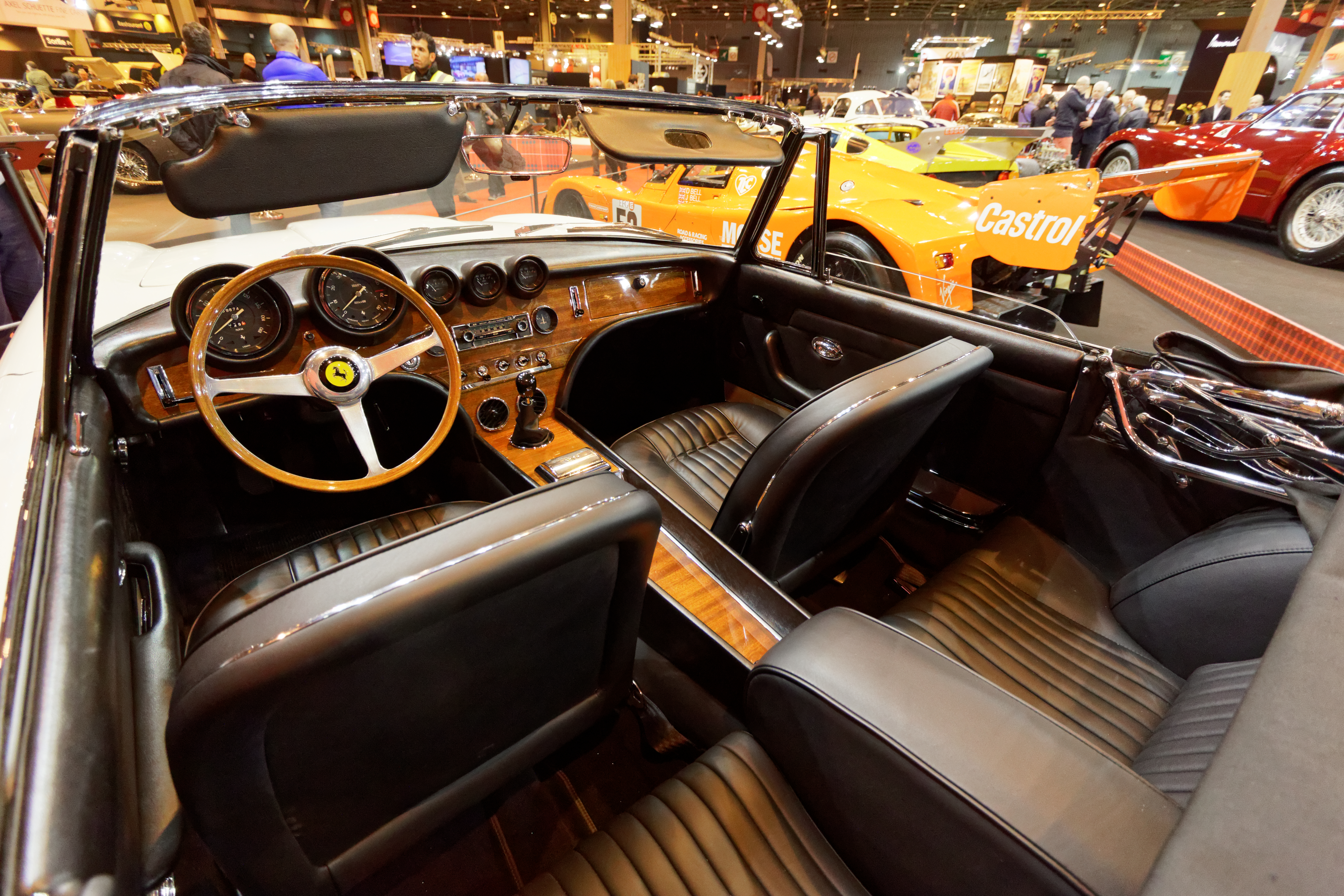
Interni di una 365 California

Anche la “365 California” condivise le fasi costruttive di molte altre Ferrari dell'epoca; il telaio era infatti realizzato dalla Casa di Maranello, ma poi veniva spedito da Pininfarina a Grugliasco per il montaggio della carrozzeria. Successivamente, gli esemplari erano rimandati in Ferrari per l'installazione della meccanica.
Per lo sviluppo della “365 California” la Ferrari profuse cospicui fondi. Il telaio, ad esempio, derivava da quello della 330 GT 2+2, ma fu oggetto di una rilevante evoluzione. Su di esso poi venne installata una carrozzeria che nacque dalla matita di Tom Tjaarda per conto di Pininfarina, e che fu la parte più studiata della vettura. Per la progettazione della linea del modello la Ferrari spese, infatti, importanti risorse, ottenendo un corpo vettura che possedeva tratti rivoluzionari. Due esempi di questo design innovativo furono i fanali e le maniglie delle portiere. Queste ultime, in particolare, erano ricavate da prese d’aria che si sviluppavano lungo le fiancate. La coda, inoltre, era squadrata e ricordava un particolare design automobilistico conosciuto come “tronca” che fu applicato, con linee molto più pronunciate, anche su altri modelli Ferrari, come sulla 250 GT Drogo e sulla 250 GTO. Il disegno generale si ispirava comunque a quello della 500 Superfast e della 330 GTC.
Il modello possedeva un motore V12 da circa 4390 cm³ di cilindrata, che era basato su quello da 4 L progettato da Gioachino Colombo per la 330. Per ottenere il nuovo propulsore venne aumentato l'alesaggio da 77 mm a 81 mm, mantenendo inalterata la corsa a 71 mm. Il motore della “365 California” fu montato poi sulla 365 Daytona, sulla 365 GTC4, sulla 365 GTC/GTS e sulla 365 GT 2+2.
Il 28 giugno 2005 una “365 California” è stata venduta per 736.000 euro.

## Caratteristiche tecniche
Il motore era un V12 a 60° anteriore e longitudinale. L'alesaggio e la corsa erano rispettivamente di 81 mm e 71 mm, che portavano la cilindrata totale a 4390,35 cm³. Il rapporto di compressione era di 8,8:1. La potenza massima erogata dal propulsore era di 320 CV a 6.600 giri al minuto.
La distribuzione era formata da un singolo albero a camme in testa per bancata che comandava due valvole per cilindro. L'alimentazione era assicurata da tre carburatori a doppio corpo di marca Weber e modello 40 DFI/5. L'accensione era singola ed il relativo impianto comprendeva due spinterogeni e candele installate esternamente alla “V” dei cilindri. Nella zona posteriore del motore era presente una doppia bobina ed i distributori d'accensione. La lubrificazione era a carter umido, mentre la frizione era monodisco.
Le sospensioni anteriori erano indipendenti, con quadrilateri trasversali, molle elicoidali, ammortizzatori telescopici e barra stabilizzatrice, mentre quelle posteriori erano costituite da un ponte rigido, balestre semiellittiche longitudinali, puntoni e molle elicoidali coassiali con gli ammortizzatori telescopici. I freni erano a disco con circuito idraulico separato, mentre la trasmissione era formata da un cambio manuale a cinque rapporti sincronizzati più la retromarcia. Lo sterzo era a circolazione di sfere con servosterzo.
Il telaio era a tubolare in acciaio, mentre la carrozzeria era spider a due posti.
La velocità massima raggiunta dalla “365 California” era di 245 km/h.